# Ommatoiulus andalusius
Ommatoiulus andalusius är en mångfotingart som först beskrevs av Carl Graf Attems 1927.  Ommatoiulus andalusius ingår i släktet Ommatoiulus och familjen kejsardubbelfotingar. Inga underarter finns listade i Catalogue of Life.